# Combinado nórdico na Universíada de Inverno de 2013
As competições do combinado nórdico na Universíada de Inverno de 2013 foram disputadas no Trampolino dal Ben em Predazzo e no Stadio del Fondo di Lago di Tesero em Tesero entre 13 e 18 de dezembro de 2013.

## Calendário
| Combinado nórdico | Dezembro  | Dezembro  | Dezembro  | Dezembro  | Dezembro  | Dezembro  | Dezembro  | Dezembro  | Dezembro  | Dezembro  | Dezembro  | Dezembro  |
| Combinado nórdico | 10        | 11        | 12        | 13        | 14        | 15        | 16        | 17        | 18        | 19        | 20        | 21        |
| Masculino         | Masculino | Masculino | Masculino | Masculino | Masculino | Masculino | Masculino | Masculino | Masculino | Masculino | Masculino | Masculino |
| ----------------- | --------- | --------- | --------- | --------- | --------- | --------- | --------- | --------- | --------- | --------- | --------- | --------- |
| Individual        |           |           |           | 1         |           |           |           |           |           |           |           |           |
| Saídas em massa   |           |           |           |           |           |           | 1         |           |           |           |           |           |
| Equipe            |           |           |           |           |           |           |           |           | 1         |           |           |           |

|  | Treino não oficial |  | Treino oficial |  | Dia de competição |  | Dia de final |

## Medalhistas
| Evento          | Ouro                                                    | Prata                                               | Bronze                                             |
| Masculino       | Masculino                                               | Masculino                                           | Masculino                                          |
| --------------- | ------------------------------------------------------- | --------------------------------------------------- | -------------------------------------------------- |
| Individual      | POL Adam Cieślar                                        | GER Johannes Wasel                                  | JPN Aguri Shimizu                                  |
| Saídas em massa | JPN Aguri Shimizu                                       | POL Adam Cieślarl                                   | POL Pawel Słowiok                                  |
| Equipe          | POL Polônia Szczepan Kupczak Paweł Slowiok Adam Cieślar | SLO Eslovênia Borut Mavc Jože Kamenik Matič Plaznic | JPN Japão Go Yamamoto Shota Horigome Aguri Shimizu |

## Quadro de medalhas
| Ordem | País          | Medalha de ouro | Medalha de prata | Medalha de bronze |   |
| ----- | ------------- | --------------- | ---------------- | ----------------- | - |
| 1     | POL Polônia   | 2               | 1                | 1                 | 4 |
| 2     | JPN Japão     | 1               |                  | 2                 | 3 |
| 3     | GER Alemanha  |                 | 1                |                   | 1 |
|       | SLO Eslovênia |                 | 1                |                   | 1 |
| TOTAL | TOTAL         | 3               | 3                | 3                 | 9 |